# Omer Bar-Lev
Omer Bar-Lev (hebrejsky עומר בר-לב‎, * 2. října 1953 Haifa) je izraelský politik a bývalý armádní velitel, poslanec Knesetu za Izraelskou stranu práce. Byl ministr vnitřní bezpečnosti Izraele (2021–2022).

## Biografie
Bakalářské vzdělání v oboru agronomie získal na Hebrejské univerzitě, magisterský titul na Telavivské univerzitě. Je synem slavného izraelského vojenského velitele Chajima Bar-Leva. Sám sloužil dlouhodobě v izraelské armádě v elitní jednotce Sajeret Matkal. Účastnil se bojů v Jomkipurské válce. V letech 1984–1987 sám velel jednotce Sajeret Matkal. Dosáhl postupně hodnosti plukovníka. V letech 1992–1994 působil jako vyjednavač při mírových jednáních s Palestinci a Jordánskem. Po odchodu z aktivní služby přešel do soukromého sektoru. Byl manažerem bezpečnostních firem a roku 2001 založil technologickou firmu Paieon Medical (פאיון מדיקל) zaměřenou na lékařské technologie. V jejím čele se uvádí i k roku 2013. V 90. letech 20. století vstoupil do pacifistického hnutí Mír nyní. Je ženatý, má tři děti. Ve volném čase ve věnuje mimo jiné triatlonu.
Ve volbách v roce 2013 byl zvolen do Knesetu za Izraelskou stranu práce. Mandát obhájil rovněž ve volbách v roce 2015, nyní za Sionistický tábor (aliance Strany práce a ha-Tnu'a).